# Doktor Kildare

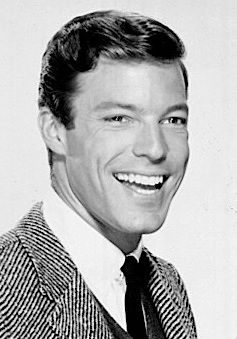
Richard Chamberlain jako doktor Kildare

Doktor James Kildare – fikcyjny lekarz stworzony przez amerykańskiego pisarza Fredericka Schillera Fausta, używającego pseudonimu Max Brand.

## Historia
Do stworzenia tej postaci autor wykorzystał osobę i przeżycia swojego przyjaciela, George’a Fisha.
W latach 30. i 40. XX w. powstały o nim seria filmów, powieści i słuchowisko radiowe.
Operę mydlaną Doktor Kildare produkowano w USA w latach 1961–1966. Był to pierwszy na świecie medyczny serial telewizyjny – jego akcja działa się w szpitalu. Tytułową rolę grał Richard Chamberlain. Liczył 191 odcinków. Jej kontynuacją był Young Dr. Kildare z lat 1972–1973.
W Polsce parodią doktora Kildare był doktor Kidler, bohater serialu komediowego Daleko od noszy w reżyserii Krzysztofa Jaroszyńskiego. W tę postać wcielił się Paweł Wawrzecki.